# Sabine Kurtz
Sabine Kurtz (* 8. August 1961 in Bad Hersfeld) ist eine deutsche Politikerin (CDU). Sie ist seit 2006 Abgeordnete im Landtag von Baden-Württemberg für den Wahlkreis Leonberg-Herrenberg-Weil der Stadt und seit 2021 Staatssekretärin im baden-württembergischen Ministerium für Ernährung, Ländlichen Raum und Verbraucherschutz. Von April 2018 bis April 2021 war sie Vizepräsidentin des Landtags.

## Ausbildung und Beruf
Nach dem Abitur in Bad Hersfeld studierte Sabine Kurtz Politikwissenschaft, Germanistik und Romanistik in Freiburg. Während des Studiums war sie ein Jahr als Muttersprachliche Assistentin in Straßburg tätig. Nach den Examen folgte von 1987 bis 1989 ein Volontariat in einer Agentur für Presse- und Öffentlichkeitsarbeit. Von 1989 bis 1990 arbeitete sie als Referentin des Landtagsabgeordneten Franz Longin. Von 1991 bis 1992 und im Zeitraum von 1998 bis 2002 fungierte sie als parlamentarische Beraterin der CDU-Landtagsfraktion in Baden-Württemberg. Dazwischen arbeitete sie von 1993 bis 1997 als wissenschaftliche Mitarbeiterin des Bundestagsabgeordneten Hans-Peter Repnik. Von 2002 bis 2006 war sie als Referentin im Staatsministerium tätig.

## Politische Tätigkeit
Sabine Kurtz trat 1990 in die CDU ein. Sie war von 1993 bis 1997 Vorsitzende des CDU-Stadtverbands Radolfzell und von 2003 bis 2017 Vorsitzende des CDU-Stadtverbands Leonberg. Von 2012 bis 2018 war sie Landesvorsitzende des Evangelischen Arbeitskreises (EAK), seit 2018 ist sie stellvertretende Landesvorsitzende des EAK der CDU Baden-Württemberg und seit 2015 ist stellvertretende Bundesvorsitzende des EAK.
Sie wurde bei den Landtagswahlen 2006 und 2011 über das Direktmandat für den Landtagswahlkreis Leonberg gewählt. Bei der Landtagswahl 2016 verlor sie das Direktmandat an die Grünen, gelangte aber über ein Zweitmandat der CDU für die 16. Legislaturperiode in das Stuttgarter Parlament. Auch bei der Landtagswahl 2021 konnte sie über ein Zweitmandat in den Landtag einziehen. Bei der Landtagswahl 2026 tritt sie nicht erneut an.
Von 2006 bis 2011 war Sabine Kurtz die jugendpolitische Sprecherin der CDU-Landtagsfraktion. Sie gehöre den Ausschüssen für Kultus, Jugend und Sport sowie für Wissenschaft, Forschung und Kunst als ordentliches Mitglied an. Sabine Kurtz war von 2013 bis zu ihrer Wahl als Landtagsvizepräsidentin Vorsitzende des „Arbeitskreises Wissenschaft, Forschung und Kunst“ der CDU-Landtagsfraktion, Sprecherin der CDU-Landtagsfraktion für Wissenschaft, Forschung und Kunst sowie Mitglied im CDU-Fraktionsvorstand. Von 2017 bis 2019 war sie zudem Vorsitzende des Untersuchungsausschusses „Zulagen Ludwigsburg“. Von 2018 bis 2021 war Sabine Kurtz Vizepräsidentin des Landtags von Baden-Württemberg. Gleichzeitig wurde sie Sprecherin der Fraktion für frühkindliche Bildung. Von 2019 bis 2021 war sie Kirchenpolitische Sprecherin.
Seit Mai 2021 ist sie im Kabinett Kretschmann III Staatssekretärin im baden-württembergischen Ministerium für Ernährung, Ländlichen Raum und Verbraucherschutz.

## Sonstige Mitgliedschaften und Ehrenämter
Bis 2018 war sie Mitglied im Aufsichtsrat der Medien- und Filmgesellschaft Baden-Württemberg. Bis 2021 war Sabine Kurtz Mitglied im Rundfunkrat des Südwestrundfunks, Mitglied des Verwaltungsrates der Württembergischen Staatstheater Stuttgart, Mitglied des Beirats und des Kuratoriums der Akademie Schloss Solitude, Mitglied des Beirats des Theaterhauses Stuttgart, Mitglied des Kuratoriums der Kunststiftung Baden-Württemberg, Mitglied des Kuratoriums der Landeszentrale für politische Bildung Baden-Württemberg. Seit 2018 stellvertretende Vorsitzende des Trägervereins der Landesakademie für Jugendbildung Weil der Stadt, seit 2022 Mitglied des Kuratoriums der Evangelischen Akademie Bad Boll und Mitglied des Kuratoriums der Agrarsozialen Gesellschaft e. V. Seit 2023 ist sie stellvertretende Vorsitze im Kuratorium Wirtschaftsarchiv Baden-Württemberg (WABW).

## Familie und Privates
Sabine Kurtz ist evangelisch, hat zwei jüngere Geschwister und ist seit 1987 verheiratet; sie ist Mutter von zwei Töchtern und einem Sohn.